# Порто Торес
По̀рто То̀рес (на италиански: Porto Torres; на сардински: Pòrtu Turre, Порту Туре, на местен диалект Posthudorra, Постудора) е пристанищен град и община в Южна Италия, провинция Сасари, автономен регион и остров Сардиния. Разположен е на северния бряг на острова. Населението на общината е 22 567 души (към 2010 г.).
Остров Азинара се намира под управление на община Порто Торес.